# 小行星18943
小行星18943（18943 Elaisponton）是一颗绕太阳运转的小行星，为主小行星带小行星。该小行星于2000年8月25日发现。

## 轨道参数
小行星18943的轨道半长轴为2.3970420 UA，离心率为0.119。